# Luce della luce
Luce della luce (1999) è il primo album dell'ensemble Laudanova.

## Il disco
Registrato nel settembre 1998 presso la biblioteca del castello di Montegiove (Terni), il disco raccoglie i dieci brani più conosciuti dal pubblico dell'ensemble. I brani sono firmati da Tullio Visioli, Riccardo Crinella, Zia Mirabdolbaghi.

## Tracce
1. Luce della Luce  Tullio Visioli - 4:35
2. Simorgh  Tullio Visioli - 5:11
3. Prélude sur le thème 'aman sad aman'  Riccardo Crinella - 5:09
4. Mater Cara  Tullio Visioli - 4:31
5. Selini Selini  Tullio Visioli  - 3:23
6. Jubilate Riccardo Crinella - 4:54
7. Paroles de zarb  Z. Mirrabdolbaghi  - 3:38
8. Stellanova  Tullio Visioli - 4:16
9. Improvisation sur le thème 'vale vitana' - 5:09
10. Io non ho che te  Riccardo Crinella/Tullio Visioli - 8:05

## Collegamenti
Laudanova